# 61e Match des étoiles de la Ligue nationale de hockey
Match précédent Match suivant

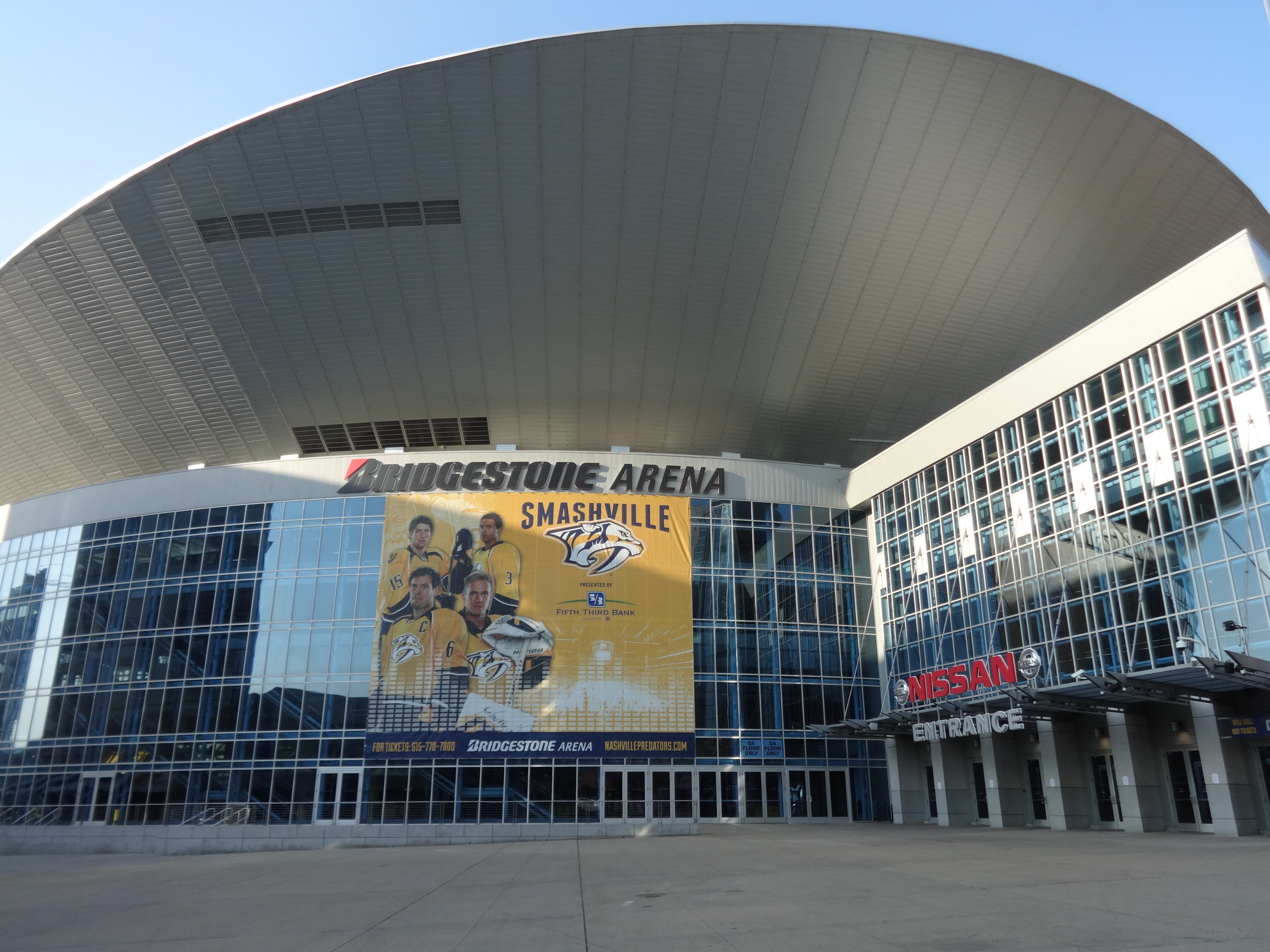
Le Bridgestone Arena, amphithéâtre des Predators de Nashville

Le 61e Match des étoiles de la Ligue nationale de hockey se déroule à Nashville, Tennessee, au Bridgestone Arena le 31 janvier 2016, sur la patinoire des Predators de Nashville. C'est la première fois que Nashville accueille le Match des étoiles de la LNH. 
Pour cette édition, la ligue a décidé de mettre en place quatre équipes représentant chaque division qui jouent un match de vingt minutes à 3 contre 3. La première partie oppose la division Atlantique à la division Métropolitaine et se solde par une victoire de 4-3 de la division Atlantique ; la deuxième oppose la division Centrale à la division Pacifique et voit la victoire de la division Pacifique 9-6. La troisième partie oppose les deux divisions gagnantes, soit la division Atlantique et la division Pacifique. La division Pacifique remporte ce match 1-0, l'unique but étant marqué par Corey Perry.
Le capitaine de la division Pacifique, John Scott, invité à ce match grâce au vote des fans, a inscrit deux buts et est nommé meilleur joueur de cet événement.

## Formule de jeu
La structure du Match des étoiles comprend des changements majeurs : contrairement aux années antérieures où il consistait en un match opposant deux équipes, la nouvelle formule cette année prévoit trois parties d'une durée de vingt minutes chacune. Le premier match voit se confronter les équipes des deux divisions de l'Association de l'Est : la division Atlantique et la division Métropolitaine. La seconde partie oppose les deux équipes des divisions de l'Association de l'Ouest : la division Centrale et la division Pacifique. La confrontation finale du Match des étoiles oppose la division gagnante de chaque partie, les étoiles de l'Est contre les étoiles de l'Ouest. Les matchs se jouent à trois contre trois. Chacune des équipes doit aligner six attaquants, trois défenseurs et deux gardiens. Un joueur de chacune des trente équipes de la LNH doit être représenté au minimum. Si après les vingt minutes de jeu, les deux équipes sont à égalité, un tour de tirs de barrage est disputé ; trois joueurs de chaque équipe tentent de marquer en alternance. Si l'égalité persiste à nouveau, il y a un nouveau tour d'un joueur chaque équipe jusqu'à ce qu'il y ait un vainqueur. Il n'y a pas de période de prolongation.

## Formations
Pour cette édition du Match des étoiles, les capitaines de chaque division sont élus par le vote des fans par Internet. Les capitaines élus sont Jaromír Jágr des Panthers de la Floride pour la division Atlantique, John Tavares des Islanders de New York pour la division Métropolitaine, Patrick Kane des Blackhawks de Chicago pour la division Centrale et John Scott des Coyotes de l'Arizona pour la division Pacifique.
Bien qu'il ait obtenu un seul point en 11 parties avec les Coyotes, Scott, reconnu pour être un homme fort (enforcer), est le joueur ayant reçu le plus de votes parmi tous les joueurs de la ligue. Cette situation rappelle celle de Rory Fitzpatrick en 2007, lorsque les fans avaient voté en grand nombre pour un joueur qui n'aurait normalement pas dû participer au Match des étoiles. Malgré cela, la LNH honore le vote des fans, peu importe le joueur choisi,. Le 15 janvier, les Coyotes l'échangent aux Canadiens de Montréal et ces derniers l'envoient aux IceCaps de Saint-Jean, équipe affiliée aux Canadiens dans la Ligue américaine de hockey. Scott n'évoluant plus pour une équipe de la division Pacifique ni même dans la ligue, il est prévu que cet échange le rend inéligible à jouer le match mais la ligue annonce que Scott reste le capitaine de sa division mais n'est le représentant d'aucune équipe.

### Division Atlantique

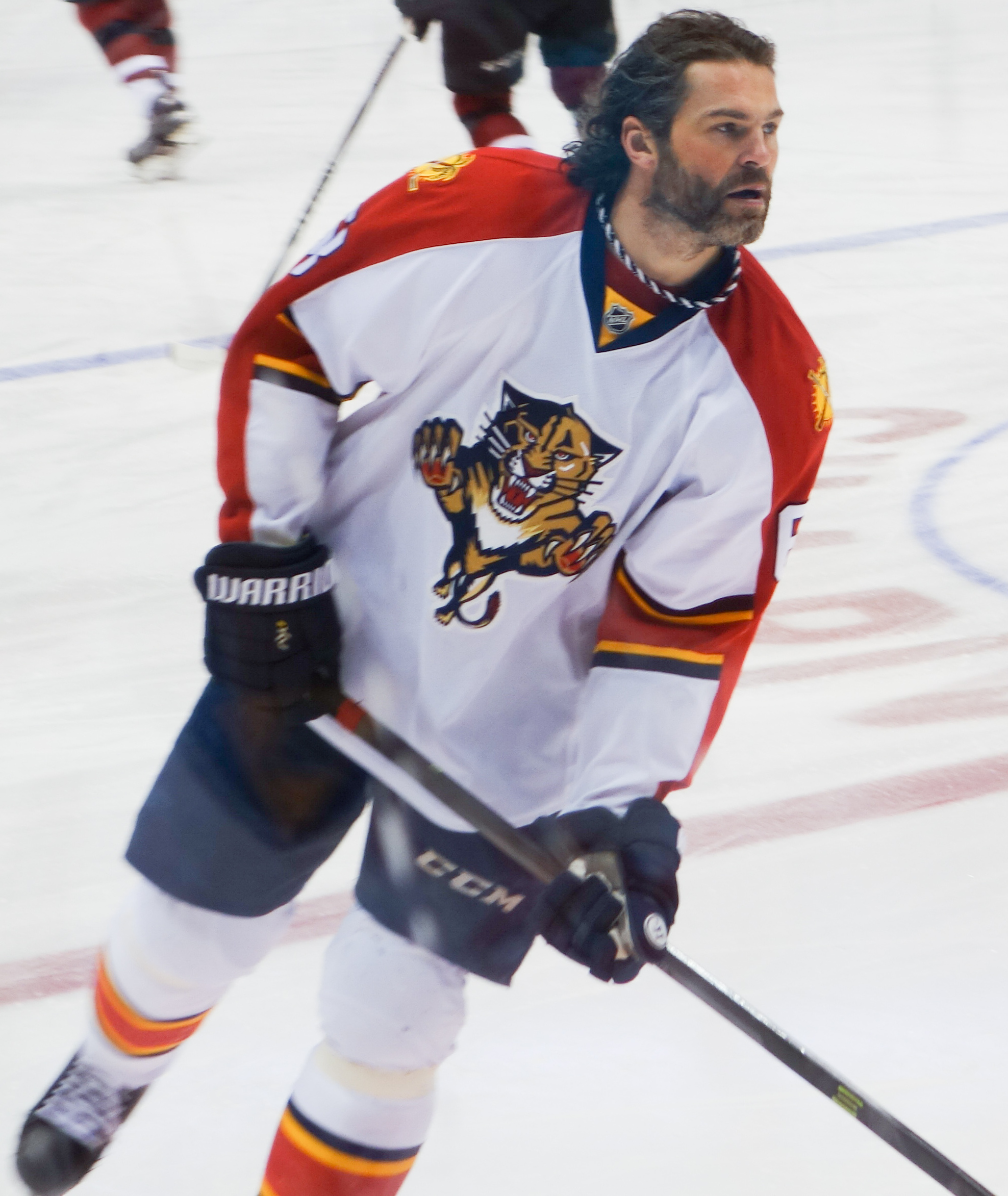
Jaromír Jágr, capitaine de la division Atlantique

| Joueur           | Équipe                 | Position      |
| ---------------- | ---------------------- | ------------- |
| Patrice Bergeron | Bruins de Boston       | Centre        |
| Jaromír Jágr (C) | Panthers de la Floride | Ailier droit  |
| Leo Komarov      | Maple Leafs de Toronto | Ailier gauche |
| Steven Stamkos   | Lightning de Tampa Bay | Ailier gauche |
| Dylan Larkin     | Red Wings de Détroit   | Ailier droit  |
| Ryan O'Reilly    | Sabres de Buffalo      | Centre        |
| Aaron Ekblad     | Panthers de la Floride | Défenseur     |
| P.K Subban       | Canadiens de Montréal  | Défenseur     |
| Erik Karlsson    | Sénateurs d'Ottawa     | Défenseur     |
| Benjamin Bishop  | Lightning de Tampa Bay | Gardien       |
| Roberto Luongo   | Panthers de la Floride | Gardien       |

### Division Métropolitaine

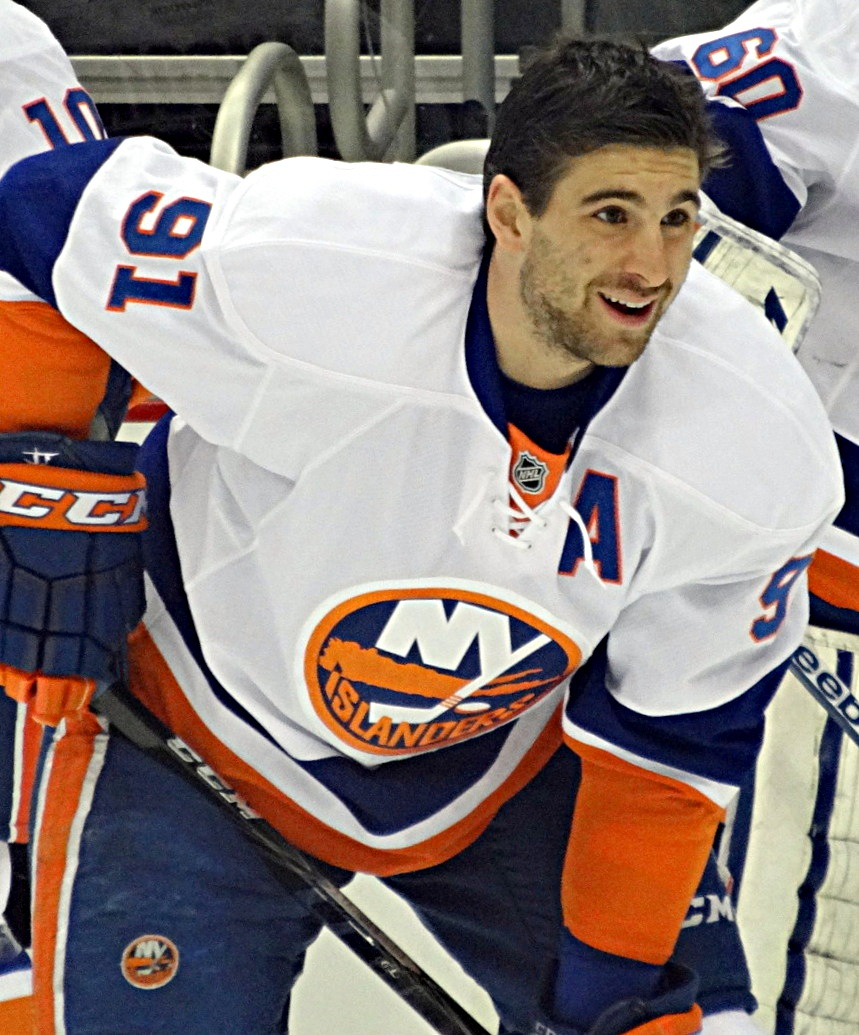
John Tavares, capitaine de la division Métropolitaine.

| Joueur              | Équipe                    | Position       |
| ------------------- | ------------------------- | -------------- |
| Claude Giroux       | Flyers de Philadelphie    | Centre         |
| Ievgueni Malkine    | Penguins de Pittsburgh    | Ailier droit   |
| John Tavares (C)    | Islanders de New York     | Centre         |
| Brandon Saad        | Blue Jackets de Columbus  | Ailier gauche  |
| Nicklas Bäckström   | Capitals de Washington    | Centre         |
| Ievgueni Kouznetsov | Capitals de Washington    | Ailier droit   |
| Justin Faulk        | Hurricanes de la Caroline | Défenseur      |
| Ryan McDonagh       | Rangers de New York       | Défenseur      |
| Kristopher Letang   | Penguins de Pittsburgh    | Défenseur      |
| Braden Holtby       | Capitals de Washington    | Gardien de but |
| Cory Schneider      | Devils du New Jersey      | Gardien de but |

### Division Centrale

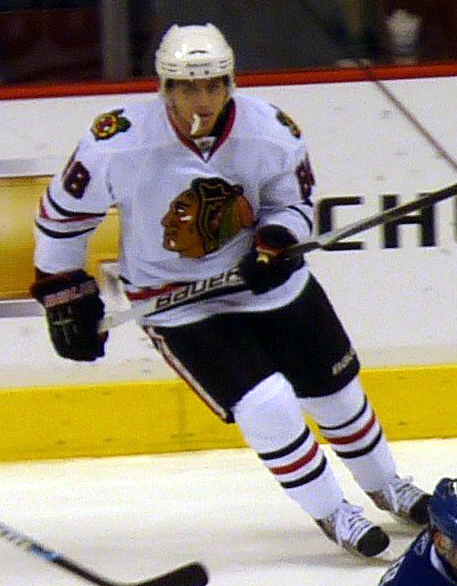
Patrick Kane, capitaine de la division Centrale.

| Joueur              | Équipe                 | Position       |
| ------------------- | ---------------------- | -------------- |
| Matt Duchene        | Avalanche du Colorado  | Centre         |
| Patrick Kane (C)    | Blackhawks de Chicago  | Ailier droit   |
| Jamie Benn          | Stars de Dallas        | Ailier gauche  |
| Tyler Seguin        | Stars de Dallas        | Centre         |
| Vladimir Tarassenko | Blues de Saint-Louis   | Ailier droit   |
| James Neal          | Predators de Nashville | Ailier gauche  |
| Shea Weber          | Predators de Nashville | Défenseur      |
| Roman Josi          | Predators de Nashville | Défenseur      |
| Dustin Byfuglien    | Jets de Winnipeg       | Défenseur      |
| Devan Dubnyk        | Wild du Minnesota      | Gardien de but |
| Pekka Rinne         | Predators de Nashville | Gardien de but |

### Division Pacifique
| Joueur          | Équipe               | Position       |
| --------------- | -------------------- | -------------- |
| Taylor Hall     | Oilers d'Edmonton    | Ailier gauche  |
| Joe Pavelski    | Sharks de San José   | Centre         |
| Corey Perry     | Ducks d'Anaheim      | Ailier droit   |
| Johnny Gaudreau | Flames de Calgary    | Ailier gauche  |
| Daniel Sedin    | Canucks de Vancouver | Ailier gauche  |
| John Scott (C)  | Aucune équipe        | Ailier gauche  |
| Mark Giordano   | Flames de Calgary    | Défenseur      |
| Drew Doughty    | Kings de Los Angeles | Défenseur      |
| Brent Burns     | Sharks de San José   | Défenseur      |
| Jonathan Quick  | Kings de Los Angeles | Gardien de but |
| John Gibson     | Ducks d'Anaheim      | Gardien de but |

## Résultat des matchs
|  | Demi-finales            | Demi-finales       |                     |   | Finale | Finale |
|  | Demi-finales            | Demi-finales       |                     |   | Finale | Finale |
|  |                         |                    |                     |   |        |        |
|  |                         |                    |                     |   |        |        |
|  |                         |                    |                     |   |        |        |
|  | Division Métropolitaine | 3                  |                     |   |        |        |
|  | Division Métropolitaine | 3                  |                     |   |        |        |
|  | Division Atlantique     | 4                  |                     |   |        |        |
|  | Division Atlantique     | 4                  | Division Atlantique | 0 |        |        |
|  |                         |                    | Division Atlantique | 0 |        |        |
|  |                         | Division Pacifique | 1                   |   |        |        |
|  | Division Pacifique      | Division Pacifique | 1                   | 9 |        |        |
|  | Division Pacifique      |                    |                     | 9 |        |        |
|  | Division Centrale       | 6                  |                     |   |        |        |
|  | Division Centrale       | 6                  |                     |   |        |        |